# Distrikt Jangas
Der Distrikt Jangas liegt in der Provinz Huaraz in der Region Ancash in West-Peru. Der Distrikt wurde am 2. Januar 1857 gegründet. Er besitzt eine Fläche von 62,3 km². Beim Zensus 2017 wurden 4971 Einwohner gezählt. Im Jahr 1993 lag die Einwohnerzahl bei 3569, im Jahr 2007 bei 4403. Die Distriktverwaltung befindet sich in der 2825 m hoch gelegenen Kleinstadt Jangas mit 1779 Einwohnern (Stand 2017). Jangas liegt 15 km nordnordwestlich der Provinzhauptstadt Huaraz.

## Geographische Lage
Der Distrikt Jangas liegt an der Ostflanke der Cordillera Negra im Norden der Provinz Huaraz. Der Río Santa fließt entlang der östlichen Distriktgrenze nach Norden.
Der Distrikt Jangas grenzt im Südwesten an den Distrikt Pira, im Nordwesten an den Distrikt Yungar (Provinz Carhuaz), im Nordosten an den Distrikt Tarica sowie im Südosten und im Süden an den Distrikt Independencia.